# Вырубка лесов в ДР Конго

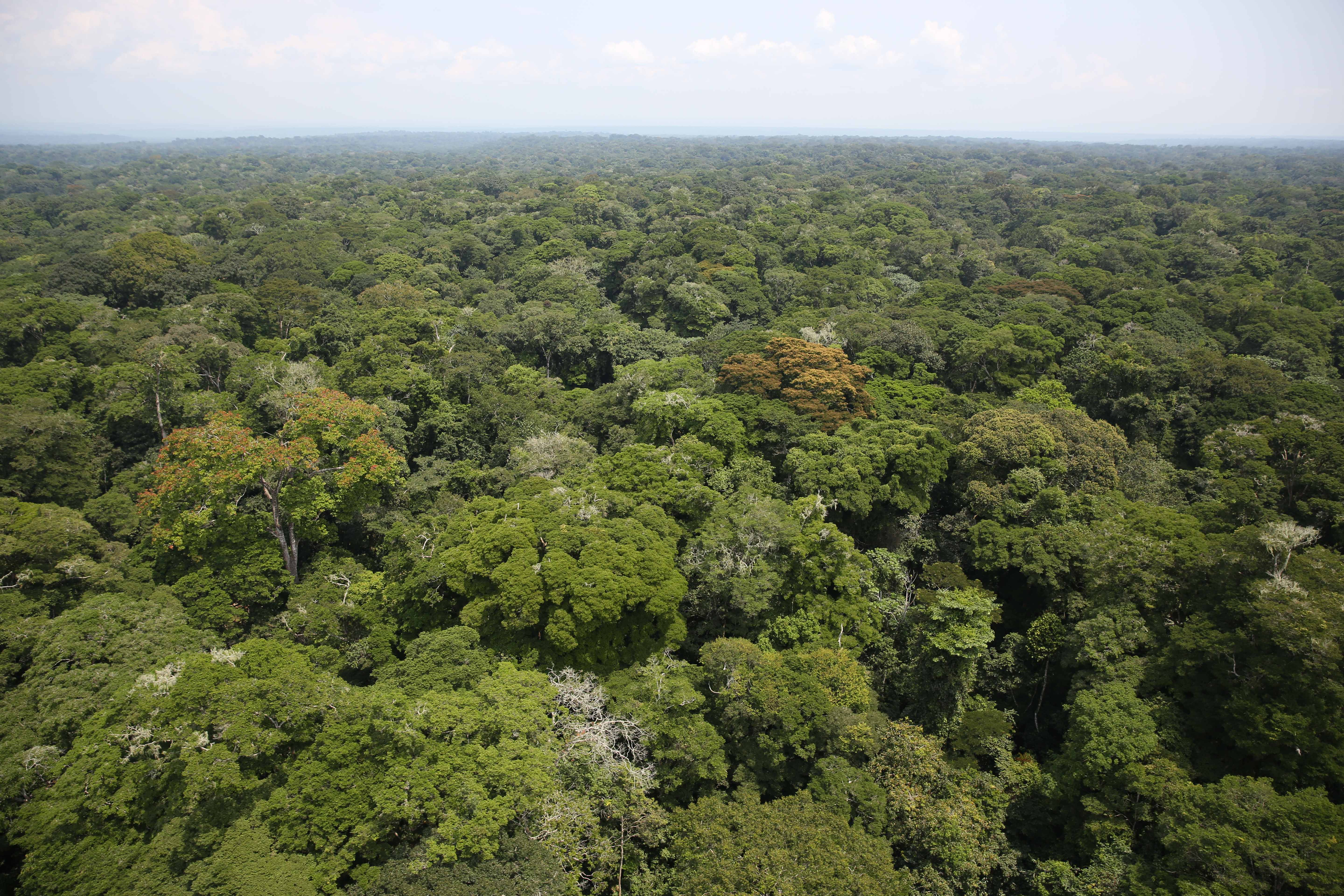
Дождевые леса

Вырубка лесов в ДР Конго — экологический конфликт международного значения в Демократической Республике Конго, сопоставимый по масштабам с вырубкой лесов Амазонки.
В котловине Конго находится второй по величине тропический лес в мире после Амазонки, в 2017 году половина тропических лесов бассейна реки Конго находилась на территории Демократическая Республика Конго.Таким образом, ДР Конго обладает половиной лесов и водных ресурсов Африки. Если темп обезлесения к 2012 году составлял 0,20 % в год, то к 2019 году темп вырубки лесов в ДРК удвоился, что оказалось не только местной, но и мировой тенденцией.

## Причины вырубки лесов в ДРК
Причиной вырубки лесов в ДРК является бедность, несмотря на то, что страна обладает половиной лесов и водных ресурсов Африки и запасами полезных ископаемых на триллион долларов и потенциально может стать двигателем развития всей Африки. Леса являются основой жизни местного населения, занимающегося земледелием, готовящем еду на дровах, зарабатывающего на жизнь браконьерством, продажей леса. 90 % населения, не имея доступ к электричеству, используют дрова и древесный уголь для приготовления пищи, подвергая леса опасности. Программой ООН по окружающей среде (2011 год) были указаны основные причины обезлесения в ДРК: подсечно-огневое земледелие, сбор топливной древесины, нерегулируемые кустарные и лесозаготовительные работы.
Как пример следствия усиления браконьерства и вырубки леса для производства угля в результате военных конфликтов, можно привести возникновение угрозы для будущего горилл в национальный парке Вирунга из-за обезлесения.

## Меры по предотвращению вырубки леса в ДРК
Всемирный Фонд дикой природы (ВФП) мониторит состояние природы в Демократической Республике Конго согласно списку экорегионов. Вырубка лесов интенсивна на тройной границе Анголы, Республики Конго и собственно ДРК. Густой влажный лес сохранился в анклаве Кабинда в Анголе, а вырубка лесов происходит на юго-запад от границы Республики Конго и ДРК (река Шилуанго).
Меры Всемирного Фонда дикой природы (ВФП) по предотвращению вырубки леса в ДРК:
- в рамках Партнерства по лесному хозяйству бассейна реки Конго (координация действий шести африканских стран) сотрудничество с местными властями ДРК (патрулирование, борьба с браконьерством);
- обеспечение более устойчивых методов добычи природных ресурсов (деревья, нефть и полезные ископаемые) с минимальным воздействием на дикую природу и леса. Участие в программе по снижению нагрузки на национальный парк Вирунга в части заготовки топливной древесины путём посадки деревьев за пределами парка (10 миллионов деревьев), предоставления местным жителям топливосберегающих печей, поиска альтернативных источников древесины в частных и общественных лесах. Цель: спасение горилл и других диких животных парка. FSC-сертификация лесов с целью оптимального управления. Защита бассейна Конго путём внедрения методов лесозаготовок с низким уровнем воздействия, оставление некоторых областей нетронутыми (уменьшение наплыва людей и препятствие строительству дорог);
- расширение прав и возможностей местных сообществ путём получения дохода от туризма, направляемого на защиту национальных парков и помощь местным сообществам. Помощь на местах включает в себя: 1.ознакомление местных фермеров с новыми видами сельскохозяйственных культур и инновационными методами их выращивания, не наносящими вред дикой природе, 2. новая с/х программа для женщин для повышения уровня жизни.